# Midland (Teksas)
Midland – miasto w Stanach Zjednoczonych, w zachodniej części stanu Teksas. Siedziba hrabstwa Midland. Niewielka część miasta należy do hrabstwa Martin. Według spisu w 2020 roku liczy 132,5 tys. mieszkańców. Ważny ośrodek wydobycia ropy naftowej i gazu ziemnego w Stanach Zjednoczonych. Znane jako rodzinne miasto byłego prezydenta George W. Busha. 

## Demografia
Struktura rasowa (2021): Latynosi – 46,5%, biali nielatynoscy – 41,7%, czarni lub Afroamerykanie – 7,6%, Azjaci – 2,1% i rdzenni Amerykanie – 0,7%. 

## Ludzie urodzeni w Midland
- Jeb Bush (ur. 1953) – 43. gubernator stanu Floryda
- Laura Bush (ur. 1946) – pierwsza dama Stanów Zjednoczonych
- Kathy Baker (ur. 1950) – aktorka
- Bessie Love (1898–1986) – aktorka
- Neil Bush (ur. 1955) – biznesmen i inwestor
- Marvin P. Bush (ur. 1956) – przedsiębiorca
- Raymond Benson (ur. 1955) – pisarz

## Miasta partnerskie
- Chiny: Dongying
- Gujana: New Amsterdam[5]